# Sigríđur Hagalín Björnsdóttir
Sigríđur Hagalín Björnsdóttir, née le 11 février 1974, est une journaliste, une présentatrice de télévision et une autrice islandaise.
Elle a publié trois romans, tous traduits en français.

## Biographie
Le père de Sigríđur Hagalín Björnsdóttir est journaliste et sa mère bibliothécaire. Après des études en histoire et en espagnol, Sigridur Hagalin Björnsdottir devient journaliste. Elle exerce ce métier successivement à New-York  et Copenhague avant de revenir vivre en Islande, à Reykjavik. Elle dirige le service informations de la télévision publique islandaise et présente le journal télévisé.

### Vie privée
Sigríđur Hagalín Björnsdóttir a épousé l'écrivain islandais Jon Kalman Stefánsson en 2022.

## Œuvre romanesque
Son premier roman, L'Île, une fable politique dans laquelle elle imagine que l'Islande est totalement coupée du reste du monde, est publié en 2016. À l'occasion de sa traduction en France, l'autrice est invitée en 2019 aux festivals Les Imaginales à Épinal  et les Étonnants voyageurs à Saint-Malo.
Son troisième roman, Éruptions, amour et autres cataclysmes, est chroniqué dans plusieurs journaux et revues à sa sortie en France en 2024. Il met en parallèle l'éruption d'un volcan en Islande et les bouleversements sentimentaux vécus par son héroïne, la meilleure vulcanologue du pays. Il établit, selon son autrice, « un lien entre le monde concret de la géologie et le monde sensible des alternances du cœur ». Il s'agit d'un roman « distrayant », « diablement bien raconté », qui mêle un « discours scientifique », « érudit », et même « très instructif et idéal pour une initiation à la vulcanologie » à une « écriture poétique ». Le fait que sa parution a précédé une série de tremblements de terre autour de Reykjavik en mars 2021 lui a conféré un aspect prémonitoire. D'une certaine façon, le roman « semble embrasser la quintessence de l'Islande ». 

## Œuvres
- L'Île, Gaïa, 2018 ((is) Eyland, Benedikt, 2016  (ISBN 978-993-5488-05-3)), trad. Éric Boury, 270 p.  (ISBN 978-2-84720-815-3).
- La Lectrice disparue, Gaïa, 2020 ((is) Hið heilaga orð, Benedikt, 2018  (ISBN 978-993-5488-35-0)), trad. Éric Boury, 323 p.  (ISBN 978-2-84720-993-8).
- Éruptions : amour et autres cataclysmes, Gaïa, 2024 ((is) Eldarnir : ástin og aðrar hamfarir, Benedikt, 2020  (ISBN 978-993-5488-73-2)), trad. Éric Boury, 326 p.  (ISBN 978-2-330-18617-3).
- (is) Hamingja þessa heims, Benedikt, 2022.